# Почтмейстер (фильм)
«Почтмейстер» (нем. Der Postmeister) — немецкий фильм-драма 1940 года режиссера Густава Учицки по мотивам повести А. С. Пушкина «Станционный смотритель» из цикла «Повести покойного Ивана Петровича Белкина». В 1955 году по тому же сценарию был снят ремейк — «Дуня».
Фильм получил главный приз 8-го Венецианского кинофестиваля (1940) как лучший иностранный фильм.

## Сюжет
Двое проезжающих останавливаются на почтовой станции в российской глубинке середины XIX века, где одинокий полупомешанный почтмейстер говорит им о своей пропавшей дочери Дуне. Выехав со станции, путешественник Митя рассказывает попутчику, который едет с ним в карете, о судьбе этой девушки.
Дуню её отец-почтмейстер, человек простой и добрый, очень любил. Как-то на почтовой станции проездом появляется кавалерийский офицер Минский, который соблазняет девушку и увозит её с собой в Санкт-Петербург. Но там он не женится на ней, а приучает к разгульной жизни и бросает. Дуня поселяется у своей подруги Елизаветы и вначале работает с ней в портняжном ателье, а затем становится дамой полусвета — дворянской игрушкой, и только мальчик Митя искренне считает её своей любовью. Однако, ведя такую жизнь, своему отцу Дуня пишет, что у неё всё хорошо. Старый почтмейстер, получив письмо, так счастлив, что читает его вслух своим лошадям. Но вскоре отец, встревоженный намеками одного знакомого о жизни, которую его дочь ведёт в столице, приезжает в Санкт-Петербург. По просьбе Дуни Минский устраивает для её отца фальшивую свадьбу, что успокаивает отца Дуни, но лишает саму Дуню любимого человека, поскольку тот обижен подобным маскарадом. Дуня стреляет себе в сердце.
Заканчивает свою историю Митя сообщением, что ротмистр Минский отправился в разгар Крымской войны в Севастополь и, как говорят, там погиб.

## В ролях
- Генрих Георге — станционный смотритель
- Хильда Краль — Дуня
- Зигфрид Бройер — Минский, ротмистр
- Ханс Коль — Митя
- Рут Хелльберг — Елизавета
- Маргит Шимо — Маша
- Эрих Фрей — Сергей
- Альфред Нугбауэр — помещик
- Франц Пфаудлер — Пётр, холоп
- Хуго Готшильд — денщик ротмистра
- Мими Штельцер — Катя, горничная ротмистра
- Августа Пюнкёшди — Вырубова
- Фрида Рихард — Старуха в купе поезда
- Лео Пейкерт – офицер

## История
Съёмки велись в Вене. Роль в фильме — самая известная работа актрисы Хильды Краль. В фильме состоялся дебют в кино будущего актёра и режиссёра Бернхарда Викки.
Премьера фильма состоялась 25 апреля 1940 года — выпущенный во время пакта Молотова — Риббентропа фильм изображает русских в сочувствующем свете, в отличие от изображения в фильмах нацистской пропаганды, выпущенных до или после него (например, таких как «ГПУ»).
Фильм занял 7-ю строчку среди 20 наиболее демонстрировавшихся фильмов в Германии в 1940 году.
После начала летом 1941 года войны с Советским Союзом фильм больше не показывался в кинотеатрах, так как по мнению Имперского министерства пропаганды этот фильм создавал слишком симпатичный образ русских людей, которые теперь считались врагами. Однако в 1944 году фильм вернулся на экраны, а после войны с успехом шёл в ГДР, ФРГ и Австрии.
В СССР фильм показан не был ни до войны — фильм не успели привезти, ни после неё — поскольку режиссёр являлся одной из главных фигур кинематографа Третьего Рейха.

## Критика
Из всех фильмов режиссера Густавом Учицки «Почтмейстер» считается самым лучшим с художественной точки зрения.
Как отметил в 1999 году в журнале «Искусство кино» киновед Сергей Лаврентьев, создавая фильм, Учицкий видимо наслаждался возможностью отдохнуть от «идейных» фильмов, и если другие некогда знаковые пропагандистские фильмы режиссёра канули в лету и интересны только историкам кино, то «Почтмейстер» и спустя годы не забывается зрителями:

Учицкий основательно, с наслаждением располагается в мире пушкинской повести, и — вот, что удивительно-то — немецкая обстоятельность позволяет ему почувствовать и едва ли не запечатлеть те самые загадочные порывы русской души…
Когда в кадре по широкой заснеженной равнине едет бричка, камера следит за ней чуть дольше того времени, которое нужно для простого обозначения сюжета. Мы готовы к тому, чтобы начать ёрзать в кресле и недоумевать по поводу ненужного затягивания действия. Но ровно за секунду до того, как мы начнём проявлять недовольство, режиссёр меняет план. Именно с помощью этого ритмического приёма в кадрах «Почтмейстера» разливается самая что ни на есть русская тоска, вмещающая в себя и мечту о жизненных переменах, и невозможность их осуществления так и тогда, как и когда хочется.
В фильме «Почтмейстер», как и в повести «Станционный смотритель», сюжет не только история внезапной любви, разрушения семьи и отцовских страданий. В ленте Учицкого ощущается типичность, повторяемость этой истории. Не для «царского режима», а для того, как мы сказали бы сегодня, геополитического пространства, на котором располагается Россия. У нас ведь долгие, завьюженные зимы сменяются бурными, весёлыми, праздничными веснами, переходящими в знойное, часто удушливое лето, завершающееся изысканным декадансом осени…

Если к сказанному добавить сильную, внешне сдержанную работу Генриха Георге в роли смотрителя, то станет объяснимым стремление счесть «Почтмейстера» наиболее убедительной экранизацией Пушкина в зарубежном кино.
Мнение о том, что роль станционного смотрителя — лучшая роль Генрих Георге разделяет и «Энциклопедия международного фильма».
В то же время отмечается, что фильм не является экранизацией рассказа «Станционный смотритель»:

Отступления от рассказа огромные. Весь смысл исходного текста перевёрнут: умирает Дуня, а не её отец, потому что исполняется то, чего Самсон Вырин в рассказе Пушкина только боится. … Треугольником основных действующих лиц общие черты и исчерпываются. Зато можно найти ряд аллюзий на другие произведения русской классической литературы. В первую очередь на «Анну Каренину» Льва Толстого, «Фаталист» Лермонтова, «Что делать?» Чернышевского, но эти совпадения не имеют интертекстуальной функции, их роль — передать общий русский колорит.

Фильм сделан умело, не зря он получил призы и слывёт классическим. Без сомнений, как фильм «Почтмейстер» хорош, несмотря на то, что имеет мало общего с Пушкиным.